# Obed (Alberta)
Pour les articles homonymes, voir Obed (homonymie).
Obed est une communauté située dans la province d'Alberta, dans le centre-ouest.